# Rue Marguerite-Duras
La rue Marguerite-Duras est une voie du 13e arrondissement de Paris, en France.

## Situation et accès
Elle débute au 22, rue Françoise-Dolto et se termine au 13, rue Thomas-Mann.
Elle donne accès au jardin Central, l'un des jardins des Grands-Moulins - Abbé-Pierre ouvert en 2009, à la Halle aux farines et aux Grands Moulins de Paris, désormais utilisés par l'Université Paris VII - Diderot.
Ce site est desservi par la ligne de métro de Paris 14 à la station Bibliothèque François-Mitterrand, la ligne C du RER (gare de la Bibliothèque François-Mitterrand) et la ligne 3a du tramway (station Avenue de France).

## Origine du nom
Elle porte le nom de l'écrivaine française Marguerite Duras (1914-1996). Son époux, le poète et résistant français Robert Antelme, possède une place à son nom à quelques pas de là.

## Historique
Cette voie est créée, dans le cadre de l'aménagement de la ZAC Paris-Rive-Gauche sous le nom provisoire de « voie ET/13 », et prend sa dénomination actuelle le 9 mai 2003.